# Lichenophanes rutilans
Lichenophanes rutilans är en skalbaggsart som beskrevs av Reichardt 1970. Lichenophanes rutilans ingår i släktet Lichenophanes och familjen kapuschongbaggar. Inga underarter finns listade i Catalogue of Life.